# 黄赤波
黄赤波（1912年—1978年10月20日），原名黄治波，男，湖北大冶人，中华人民共和国政治人物，曾任江苏省公安厅厅长，上海市公安局局长，上海市政协副主席。